# Майнер (Алабама)
Майнер (англ. Minor) — переписна місцевість (CDP) в США, в окрузі Джефферсон штату Алабама. Населення — 1088 осіб (2020).

## Географія
Майнер розташований за координатами 33°32′20″ пн. ш. 86°56′25″ зх. д. / 33.53889° пн. ш. 86.94028° зх. д. (33.538950, -86.940261). За даними Бюро перепису населення США в 2010 році переписна місцевість мала площу 1,81 км², уся площа — суходіл.

## Демографія
Згідно з переписом 2010 року, у переписній місцевості мешкали 1094 особи в 405 домогосподарствах у складі 294 родин. Густота населення становила 603 особи/км². Було 462 помешкання (255/км²).
Расовий склад населення:
| - 77,6 % — білих - 20,9 % — чорних або афроамериканців - 0,3 % — корінних американців |

До двох чи більше рас належало 0,5 %. Частка іспаномовних становила 1,5 % від усіх жителів.
За віковим діапазоном населення розподілялося таким чином: 23,1 % — особи молодші 18 років, 60,0 % — особи у віці 18—64 років, 16,9 % — особи у віці 65 років та старші. Медіана віку мешканця становила 39,8 року. На 100 осіб жіночої статі у переписній місцевості припадало 95,4 чоловіків;  на 100 жінок у віці від 18 років та старших — 97,0 чоловіків також старших 18 років.
Середній дохід на одне домашнє господарство становив 55 623 долари США (медіана — 45 000), а середній дохід на одну сім'ю — 67 579 доларів (медіана — 62 266). Медіана доходів становила 42 872 долари для чоловіків та 39 643 долари для жінок. За межею бідності перебувало 10,8 % осіб, у тому числі 3,4 % дітей у віці до 18 років та 5,7 % осіб у віці 65 років та старших.
Цивільне працевлаштоване населення становило 548 осіб. Основні галузі зайнятості: освіта, охорона здоров'я та соціальна допомога — 21,4 %, будівництво — 16,1 %, мистецтво, розваги та відпочинок — 13,7 %, науковці, спеціалісти, менеджери — 13,3 %.